# 贾芸

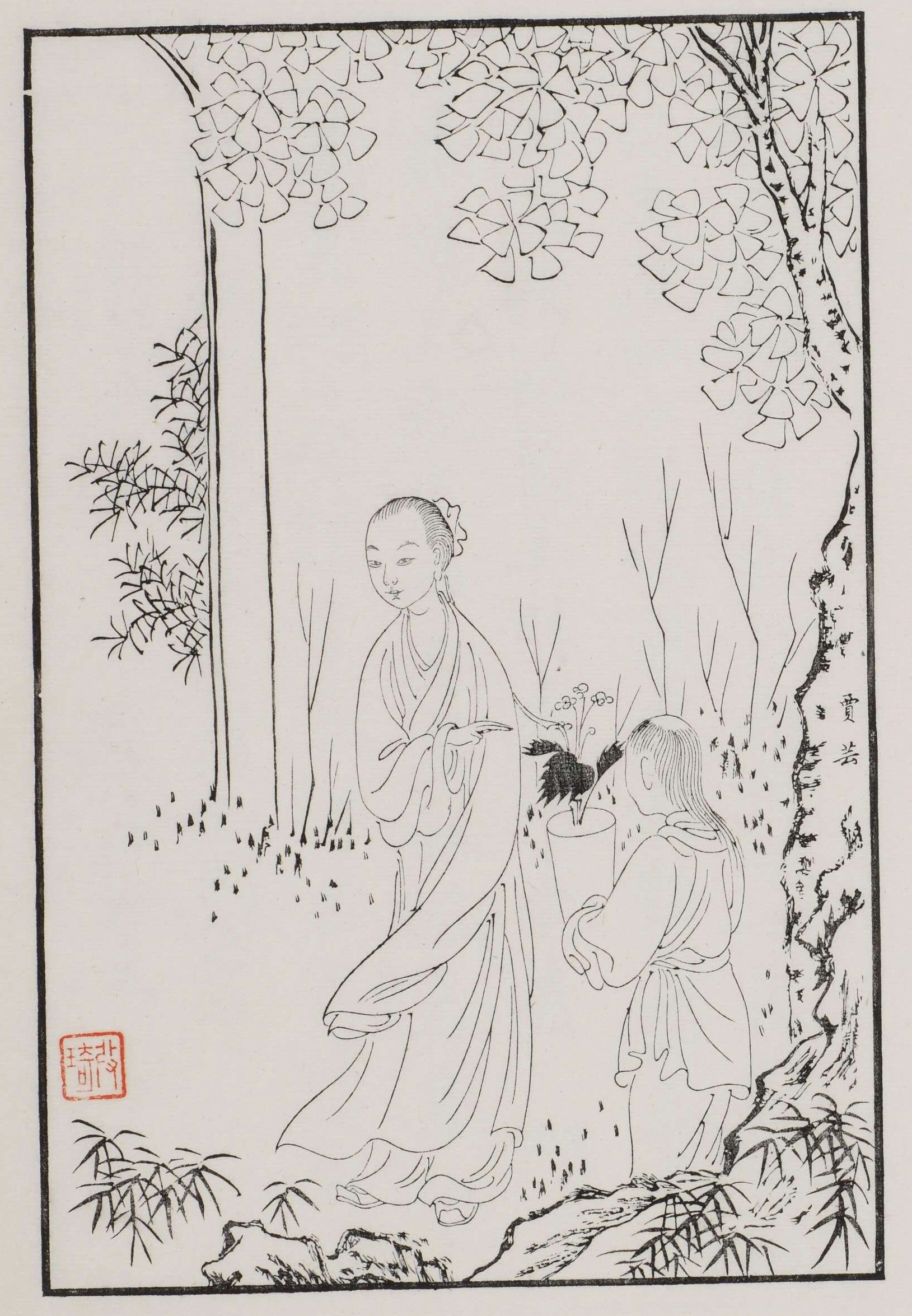
贾芸,【清】改琦绘

贾芸，《红楼梦》人物。父亲早逝，母亲是西廊下五嫂子。贾芸为了到荣国府谋个好差事，愿意当贾宝玉的干儿子。开始他求贾琏无果，转而求王熙凤。他借钱买冰片、麝香来送王熙凤，加上百般求告，才得了一个在大观园里种树、种花的活计。与贾宝玉的丫鬟小红交好。卜世仁是他的舅舅。
靖藏本第24回回前总批有云：“‘醉全刚’一回文字伏芸哥仗义探庵……”庚辰本第24回有夹批点明：“孝子（指贾芸）可敬。此后来荣府事败，必有一番作为。”庚辰本第26回“红玉佳蕙闲话”一段之上有墨笔眉批云：“‘狱神庙’回有茜雪、红玉一大回文字，惜迷失无稿，叹叹。”